# Otpust
Otpustul (gr. απολυσις ; sl. отпуст) sau, mai rar, Apolisul sau Încheierea este porțiunea finală din slujba religioasă în care preotul sau episcopul slujitor dă binecuvântarea finală, solemnă credincioșilor. Otpustul nu se face la slujbele la care nu prezidează preotul sau episcopul.
Încheierea (otpustul) are două forme. Sfânta Liturghie, Vecernia Mare și Utrenia slujite duminica sau de sărbători care includ și citiri din Sfânta Evanghelie la Utrenie folosesc otpustul mare. Celelalte slujbe ale zilei se termină cu o formă redusă numită otpustul mic.
Otpustul (încheierea) poate conține elemente variabile determinate de ziua săptămânii, perioada liturgică, praznicul zilei, de slujba care se face sau în funcție de sfântul de hram al bisericii.
Un exemplu de încheiere mare a Sfintei Liturghii a Sfântului Ioan Gură de Aur într-o duminică obișnuită este următorul (după Liturghierul Bisericii Ortodoxe Române):
Cel ce a înviat din morți, Hristos, Adevăratul Dumnezeul nostru, pentru rugăciunile Preacuratei Maicii Sale, ale Sfinților, măriților și întru tot lăudaților Apostoli, ale Sfântului (N) (al cărui hram îl poartă biserica), ale celui între sfinți Părintelui nostru Ioan Gură de Aur, arhiepiscopul Constantinopolului, ale Sfântului (N), a cărui pomenire o săvârșim, ale Sfinților și drepților dumnezeiești Părinți Ioachim și Ana,  și pentru ale tuturor sfinților, să ne miluiască și să ne mântuiască pe noi, ca un bun și de oameni iubitor.

## Otpustul praznicelor împărătești
Otpusturile praznicelor împărătești, care se zic la Vecernie, la Utrenie și la Sfânta Liturghie.

### La Înălțarea Sfintei Cruci
Otpustul la Înălțarea Sfintei Cruci (14 septembrie):
„Cel ce a înviat din morți, Hristos, Adevăratul Dumnezeul nostru, pentru rugăciunile Preacuratei Maicii Sale, cu puterea Cinstitei și de viață făcătoarei Cruci, și pentru rugăciunile tuturor sfinților, să ne miluiască și să ne mântuiască pe noi, ca un bun și de oameni iubitor.”

### La Nașterea Domnului nostru Iisus Hristos
Otpustul la Nașterea Domnului nostru Iisus Hristos (25 decembrie):
„Cel ce în peșteră S-a născut și în iesle S-a culcat, Hristos, Adevăratul Dumnezeul nostru, pentru rugăciunile Preacuratei Maicii Sale, și ale tuturor sfinților, să ne miluiască și să ne mântuiască pe noi, ca un bun și de oameni iubitor.”

### La Tăierea-împrejur a Domnului
Cel ce a binevoit a se tăia-împrejur, Hristos adevăratul Dumnezeul Nostru....

### La Dumnezeiasca Arătare (Botezul Domnului)
Cel ce in Iordan de la Ioan a primit a se boteza, Hristos adevaratul Dumenezul Nostru...

### În Duminica Paștilor (și Săptămâna Luminată)
Hristos a inviat din morti cu moartea pe moarte calcand si celor din mormanturi viata Dăruindu-le, adevaratul Dumenezul nostru, pentru rugaciunile...